# Gelasma orthodesma
Gelasma orthodesma là một loài bướm đêm trong họ Geometridae.